# Furusjön (Kinnarumma socken, Västergötland)
Furusjön är en sjö i Borås kommun i Västergötland och ingår i Viskans huvudavrinningsområde.